# USA:s Grand Prix 1969
USA:s Grand Prix 1969 var det tionde av elva lopp ingående i formel 1-VM 1969. 

## Resultat
1. Jochen Rindt, Lotus-Ford, 9 poäng
2. Piers Courage, Williams (Brabham-Ford), 6
3. John Surtees, BRM, 4
4. Jack Brabham, Brabham-Ford, 3
5. Pedro Rodríguez, Ferrari, 2
6. Silvio Moser, Bellasi (Brabham-Ford), 1

### Förare som bröt loppet
- Johnny Servoz-Gavin, Tyrrell (Matra-Ford) (varv 92, för få varv)
- Graham Hill, Lotus-Ford (90, olycka)
- Jacky Ickx, Brabham-Ford (77, motor)
- George Eaton, BRM (76, motor)
- Jean-Pierre Beltoise, Tyrrell (Matra-Ford) (72, motor)
- Denny Hulme, McLaren-Ford (52, växellåda)
- Jackie Stewart, Tyrrell (Matra-Ford) (35, motor)
- Pete Lovely, Pete Lovely Volkswagen (Lotus-Ford) (25, bakaxel)
- Jackie Oliver, BRM (23, motor)
- Jo Siffert, R R C Walker (Lotus-Ford) (3, bränslesystem)
- Mario Andretti, Lotus-Ford (3, upphängning)
- Bruce McLaren, McLaren-Ford (0, motor)